# Superligaen 2015-2016
La Superligaen 2015-2016 è stata la 103ª edizione della massima serie del campionato danese di calcio e 26ª come Superligaen. La stagione è iniziata il 17 luglio 2015 ed è terminata il 29 maggio 2016. Dato che dalla stagione 2016-2017 le squadre salgono a 14, in questa è prevista una sola retrocessione.

## Stagione

### Novità
Al termine della stagione 2014-2015, il Vestsjælland e il Silkeborg sono state retrocesse in 1. Division. Al loro posto sono approdate in massima serie il Viborg e l'Aarhus.

### Formula
Le 12 squadre partecipanti si affrontano in gironi di andata-ritorno-andata, per un totale di 33 giornate. Al termine della stagione solo la squadra campione si qualificherà per il secondo turno preliminare della UEFA Champions League 2016-2017.
Le squadre classificate al secondo e al terzo posto si qualificheranno per il primo turno di qualificazione della UEFA Europa League 2016-2017.
L'ultima classificata retrocederà direttamente in 1. Division.

## Squadre partecipanti
| Club         | Città      | Stadio                   | Posizione 2014-2015      |
| ------------ | ---------- | ------------------------ | ------------------------ |
| Aalborg      | Aalborg    | Energi Nord Arena        | 5º posto in Superligaen  |
| Aarhus       | Århus      | Atletion                 | 2º posto in 1. Division  |
| Brøndby      | Brøndby    | Stadio Brøndby           | 3º posto in Superligaen  |
| Copenaghen   | Copenaghen | Parken Stadium           | 2º posto in Superligaen  |
| Esbjerg      | Esbjerg    | Blue Water Arena         | 8º posto in Superligaen  |
| Hobro        | Hobro      | Hobro Stadion            | 7º posto in Superligaen  |
| Midtjylland  | Herning    | MCH Arena                | Campione di Danimarca    |
| Nordsjælland | Farum      | Farum Park               | 6º posto in Superligaen  |
| Odense       | Odense     | TRE-FOR Park             | 9º posto in Superligaen  |
| Randers      | Randers    | AutoC Park Randers       | 4º posto in Superligaen  |
| SønderjyskE  | Haderslev  | Haderslev Fodboldstadion | 10º posto in Superligaen |
| Viborg       | Viborg     | Viborg                   | 1º posto in 1. Division  |

## Classifica finale
|                      | Pos. | Squadra      | Pt | G  | V  | N  | P  | GF | GS | DR  |
| -------------------- | ---- | ------------ | -- | -- | -- | -- | -- | -- | -- | --- |
| Danimarca (bandiera) | 1.   | Copenaghen   | 68 | 33 | 21 | 8  | 4  | 62 | 28 | +34 |
|                      | 2.   | SønderjyskE  | 59 | 33 | 19 | 5  | 9  | 56 | 36 | +20 |
|                      | 3.   | Midtjylland  | 56 | 33 | 17 | 8  | 8  | 57 | 33 | +24 |
|                      | 4.   | Brøndby      | 54 | 33 | 16 | 6  | 11 | 43 | 37 | +6  |
|                      | 5.   | Aalborg      | 50 | 33 | 15 | 5  | 13 | 56 | 44 | +12 |
|                      | 6.   | Randers      | 44 | 33 | 13 | 8  | 12 | 45 | 43 | +2  |
|                      | 7.   | Odense       | 43 | 33 | 14 | 4  | 15 | 50 | 52 | -2  |
|                      | 8.   | Viborg       | 38 | 33 | 11 | 7  | 15 | 34 | 42 | -8  |
|                      | 9.   | Nordsjælland | 37 | 33 | 11 | 5  | 17 | 35 | 51 | -16 |
|                      | 10.  | Aarhus       | 37 | 33 | 8  | 13 | 12 | 47 | 49 | -2  |
|                      | 11.  | Esbjerg      | 30 | 33 | 7  | 9  | 17 | 38 | 64 | -26 |
|                      | 12.  | Hobro        | 18 | 33 | 4  | 6  | 23 | 26 | 70 | -44 |

Legenda:
      Campione di Danimarca e ammessa alla UEFA Champions League 2016-2017
      Ammesse alla UEFA Europa League 2016-2017
      Retrocesse in 1. Division 2016-2017
Note:

Tre punti a vittoria, uno a pareggio, zero a sconfitta.

## Risultati
|              | Aal  | Aar  | Brø  | Cop  | Esb  | Hob  | Mid  | Nor  | Ode  | Ran  | Son  | Vib |
| ------------ | ---- | ---- | ---- | ---- | ---- | ---- | ---- | ---- | ---- | ---- | ---- | --- |
| Aalborg      | –––– | 2-2  | 4-1  | 0-2  | 1-1  | 6-0  | 0-2  | 1-0  | 5-1  | 0-2  | 5-0  | 2-0 |
| Aarhus       | 2-3  | –––– | 2-1  | 0-0  | 0-0  | 1-1  | 2-1  | 3-0  | 2-1  | 3-2  | 1-2  | 1-2 |
| Brøndby      | 0-2  | 2-1  | –––– | 1-0  | 1-1  | 0-2  | 0-0  | 2-1  | 1-2  | 1-0  | 1-0  | 0-1 |
| Copenaghen   | 4-2  | 2-2  | 2-0  | –––– | 2-1  | 1-0  | 5-3  | 1-1  | 4-1  | 3-0  | 1-0  | 1-0 |
| Esbjerg      | 1-2  | 2-1  | 2-3  | 1-2  | –––– | 4-4  | 1-1  | 2-1  | 4-2  | 0-2  | 0-4  | 1-0 |
| Hobro        | 0-1  | 2-1  | 0-2  | 4-2  | 2-2  | –––– | 1-4  | 1-3  | 0-2  | 0-0  | 1-2  | 1-1 |
| Midtjylland  | 1-1  | 2-0  | 2-0  | 0-0  | 5-1  | 2-0  | –––– | 0-1  | 1-0  | 2-1  | 3-2  | 2-0 |
| Nordsjælland | 2-1  | 2-0  | 0-2  | 2-0  | 1-2  | 2-1  | 2-1  | –––– | 1-5  | 2-2  | 0-2  | 1-0 |
| Odense       | 3-2  | 2-2  | 2-5  | 1-0  | 2-1  | 3-0  | 1-1  | 3-1  | –––– | 2-3  | 1-2  | 2-0 |
| Randers      | 0-0  | 4-1  | 3-3  | 1-1  | 3-1  | 2-1  | 0-2  | 3-0  | 1-1  | –––– | 1-0  | 0-1 |
| SønderjyskE  | 1-2  | 2-2  | 3-1  | 1-3  | 2-0  | 3-0  | 1-2  | 3-1  | 4-0  | 1-1  | –––– | 2-1 |
| Viborg       | 1-0  | 0-0  | 0-4  | 1-1  | 2-1  | 1-0  | 1-1  | 0-1  | 0-1  | 2-3  | 0-0  |     |

|              | Aal  | Aar  | Brø  | Cop  | Esb  | Hob  | Mid  | Nor  | Ode  | Ran  | Son  | Vib |
| ------------ | ---- | ---- | ---- | ---- | ---- | ---- | ---- | ---- | ---- | ---- | ---- | --- |
| Aalborg      | –––– | x    | 3-0  | x    | 1-2  | x    | 0-0  | x    | 0-1  | 3-2  | 1-2  | x   |
| Aarhus       | 2-0  | –––– | 1-1  | x    | 5-1  | x    | x    | x    | x    | 0-2  | 0-0  | x   |
| Brøndby      | x    | x    | –––– | 0-0  | 0-0  | 1-0  | 2-1  | x    | 1-0  | 1-0  | 1-2  | x   |
| Copenaghen   | 6-2  | 2-1  | x    | –––– | x    | 3-1  | x    | 2-0  | x    | 4-0  | x    | 0-0 |
| Esbjerg      | x    | x    | x    | 1-4  | –––– | x    | 0-2  | x    | 0-2  | 1-0  | 0-1  | x   |
| Hobro        | 0-2  | 3-1  | x    | x    | 2-2  | –––– | x    | 0-1  | x    | x    | x    | 0-6 |
| Midtjylland  | x    | 1-1  | x    | 0-1  | x    | 3-0  | –––– | 4-1  | 2-0  | x    | x    | 2-4 |
| Nordsjælland | 3-0  | 3-3  | 0-2  | x    | 0-0  | x    | x    | –––– | 0-1  | x    | 1-2  | x   |
| Odense       | x    | 2-2  | x    | 0-1  | x    | 0-1  | x    | x    | –––– | 0-1  | x    | 5-1 |
| Randers      | x    | x    | 0-2  | x    | x    | 2-0  | 1-2  | 1-0  | x    | –––– | 1-1  | 1-3 |
| SønderjyskE  | x    | x    | x    | 1-2  | x    | 2-0  | 3-2  | x    | 3-1  | x    | –––– | 2-0 |
| Viborg       | 0-2  | 1-0  | 0-2  | x    | 4-2  | x    | x    | 1-1  | x    | x    | x    |     |

## Statistiche

### Record
- Maggior numero di vittorie: Copenaghen (21)
- Minor numero di vittorie: Hobro (4)
- Maggior numero di pareggi: Aarhus (13)
- Minor numero di pareggi: Odense (4)
- Maggior numero di sconfitte: Hobro (22)
- Minor numero di sconfitte: Copenaghen (4)
- Miglior attacco: Copenaghen (62 gol fatti)
- Peggior attacco: Hobro (26 gol fatti)
- Miglior difesa: Copenaghen (28 gol subiti)
- Peggior difesa: Hobro (70 gol subiti)
- Miglior differenza reti: Copenaghen (+34)
- Peggior differenza reti: Hobro (-44)

### Classifica marcatori
| Gol |  |  | Giocatore          | Squadra     |
| --- |  |  | ------------------ | ----------- |
| 18  |  |  | Lukas Spalvis      | Aalborg     |
| 15  |  |  | Nicolai Jørgensen  | Copenaghen  |
| 14  |  |  | Rasmus Festersen   | Odense      |
| 14  |  |  | Morten Rasmussen   | Aarhus      |
| 14  |  |  | Federico Santander | Copenaghen  |
| 13  |  |  | Martin Pušić       | Midtjylland |
| 12  |  |  | Johan Absalonsen   | Sonderjyske |
| 12  |  |  | Thomas Enevoldsen  | Aalborg     |
| 12  |  |  | Mikael Ishak       | Randers     |
| 12  |  |  | Anders Jacobsen    | Odense      |
| 10  |  |  | Jeppe Curth        | Viborg      |

## Verdetti finali
- Copenaghen (1ª classificata) Campione di Danimarca e qualificata alla UEFA Champions League 2016-2017.
- SønderjyskE (2ª classificata), Midtjylland (3ª classificata) e Nordsjælland (vincitrice della coppa nazionale) qualificate alla UEFA Europa League 2016-2017.
- Hobro retrocessa in 1. Division 2016-2017.